# Баскаков, Игорь Анатольевич
Игорь Анатольевич Баскаков () — российский муниципальный и государственный деятель; председатель исполнительного комитета Калининского районного Совета народных депутатов, глава администрации Калининского района города Чебоксары (1989—1996).

## Биография
В 1954 гоуд пошел в Шемуршинскую среднюю школу; первая учительница — Наталья Федоровна Стефинова.
Руководитель Государственной инспекции труда — главный государственный инспектор труда в Чувашской Республике.
За достигнутые трудовые успехи и многолетнюю добросовестную работу Указом Президента Российской Федерации от 9 января 2008 года И. А. Баскаков награждён медалью ордена «За заслуги перед Отечеством» II степени.
С 2015 года — председатель Совета старейшин при Чебоксарском городском Собрании депутатов VI созыва. С 2020 года — член Совета старейшин при Чебоксарском городском Собрании депутатов VII созыва.

## Награды
- Медаль ордена «За заслуги перед Отечеством» II степени (2008);
- Заслуженный работник социальной защиты населения Чувашской Республики (19 марта 2007);
- Почетная грамота администрации города Чебоксары (2015)[2]